# Каменец у Полички
Каменец у Полички (чеш. Kamenec u Poličky) је насељено мјесто са административним статусом сеоске општине (чеш. obec) у округу Свитави, у Пардубичком крају, Чешка Република.

## Становништво
Према подацима о броју становника из 2014. године насеље је имало 555 становника.